# 1 Morski Pułk Strzelców im. płk. Stanisława Dąbka
1 Morski Pułk Strzelców im. płk. Stanisława Dąbka (1 mps) – oddział zabezpieczenia Dowództwa Marynarki Wojennej w latach 1989-2007.
W 1976 roku został sformowany 3 Pułk Zabezpieczenia Dowództwa Marynarki Wojennej. 15 września 1983 roku Minister Obrony Narodowej nadał pułkowi imię patrona - pułkownika Stanisława Dąbka. 26 sierpnia 1989 roku 3 Pułk Zabezpieczenia Dowództwa Marynarki Wojennej im. płk. Stanisława Dąbka został przemianowany na 1 Morski Pułk Strzelców im. płk. Stanisława Dąbka. Jednostka była oddziałem gospodarczym. Zadaniem pułku było wsparcie procesu dowodzenia i łączności oraz zabezpieczenie logistyczne Dowództwa Marynarki Wojennej. Ostatnim dowódcą 1 Morskiego Pułku Strzelców był kmdr dypl. Zenon Juchniewicz.
Jednostka kontynuowała tradycje 1 Morskiego Pułku Strzelców, który stacjonował w Wejherowie i we wrześniu 1939 roku odznaczył się w obronie wybrzeża.
Pułk brał udział w licznych uroczystościach patriotyczno-religijno-wojskowych w Wejherowie, Gdyni, Gdańsku, a także w uroczystościach centralnych w Warszawie. Współpracował z kołami kombatantów z Wejherowa i okolic, a także z władzami miasta Wejherowo i licznymi szkołami.
1 Morski Pułk Strzelców został rozformowany, a w jego miejsce od 1 stycznia 2008 roku funkcjonował Oddział Zabezpieczenia Marynarki Wojennej im. płk. Stanisława Dąbka (JW 4024). W 2009 roku Oddział przyjął nazwę wyróżniającą "Gdyński".